# Сава Иванчов
Сава Иванчов е български политик.

## Биография
Роден е в град София. Като член и секретар на Централното либерално бюро е съпричастен към регистрираното политическо напрежение в лудогорското село Садина през 1896 г.. Подпредседател е на X, XVI и XVII ОНС. През 1911 г. е член и оратор на Младолибералната партия. През 1913 година Сава Иванчов става член на Либералната партия (радослависти). От 1920 година е член на Националлибералната партия.
Умира на 31 януари 1929 година.